# Morningside, Maryland
Morningside är en ort i Prince George's County i delstaten Maryland, USA.